# Eduardo Manosbotellas

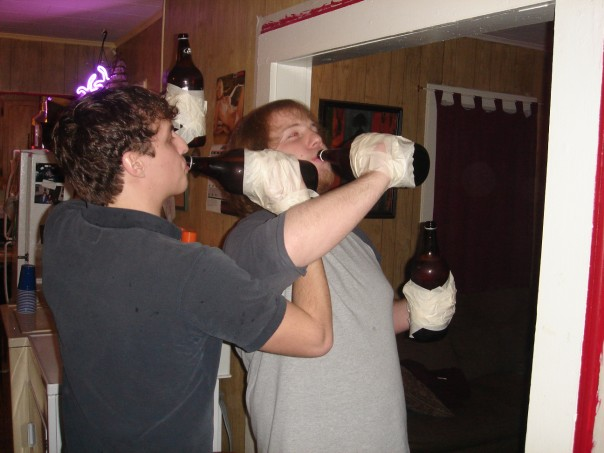
Dos participantes jugando al Manosbotellas

Eduardo Manosbotellas (en inglés: Edward Fortyhands) es un juego de beber que consiste en que el participante debe beber dos botellas de licor de cuarenta onzas (1,18 litros) sujetas a las manos con cintas americanas sin que se las pueda quitar a menos que el individuo se las haya bebido hasta dejar ni una gota. El nombre del juego hace mención a la película de Tim Burton: Edward Scissorhands.
Dicho juego ha sido referenciado en varias series televisivas como How I Met Your Mother, CSI: Las Vegas, Workaholics, Redneck Island, Gossip Girl The Carlyles: Take A Chance On Me, The Mick y Cobra Kai.

## Reglas
Las reglas pueden variar dependiendo del fin, no obstante, los participantes deben adherirse dos botellas (una por mano) con cinta americana y no quitársela hasta que hayan ingerido el licor. Un ejemplo es cuando a uno de los participantes les urge orinar o responder una llamada telefónica, por lo que cada uno debe beberse las botellas lo más rápido posible. También se pueden fijar algunas metas: quién puede abstenerse de realizar tales actividades hasta que hayan finalizado de beber. En algunas modalidades, a los participantes se les permiten realizar las actividades, incluso con las botellas acopladas a las manos o librarse de la cinta si un amigo accede a ayudarles. Debido a las grandes ingestas de alcohol, el vomitar es frecuente y es motivo de descalificación.

## Riesgos para la salud
El director del Centro de adicciones y abusos de la Universidad de Columbia y antiguo ministro de Sanidad, Educación y Bienestar Social de Estados Unidos: Joseph Califano criticó seriamente el juego al que definió de "la manera "más divertida"  de acabar en el hospital o en la morgue".